# 리쿠추마쓰카와역
리쿠추마쓰카와역(일본어: 陸中松川駅)은 일본 이와테현 이치노세키시에 위치한 동일본 여객철도 오후나토 선의 철도역이다. 상대식 승강장 2면 2선의 구조를 갖춘 지상역이다.

## 타는 곳
| 1 | ■ 오후나토 선 | 하행 | 게센누마 방면           |
| 2 | ■ 오후나토 선 | 상행 | 이치노세키 방면         |
| 3 | ■ 오후나토 선 |      | 임시 승강장 (반환 가능) |

## 역 주변
- 사테쓰 강
- 미쓰비시 매트리얼 이와테 공장

## 역사
- 1925년 7월 26일 : 국유철도 오후나토 선의 역으로서 개업.
- 1984년 2월 1일 : 하물 취급 폐지.
- 1987년 4월 1일 : 일본국유철도 분할 민영화에 의해, 동일본 여객철도가 승계.
- 1992년 12월 1일 : 무인화.
- 1996년 2월 23일 : 이 날을 기해 화물 열차의 설정이 폐지됨.
  - 미쓰비시 매트리얼 이와테 공장에 이르는 전용선이 역에서부터 분기하고 있다.
- 1999년 3월 31일 : JR 화물의 역이 폐지되어, 화물 영업은 종료됨.
- 2010년 3월 : 역사를 개축함.

## 인접 역
| 동일본 여객철도 오후나토 선 | 동일본 여객철도 오후나토 선 | 동일본 여객철도 오후나토 선 |
| --------------------------- | --------------------------- | --------------------------- |
| 이와노시타 이치노세키 방면  | ■ 오후나토 선               | 게이비케 사카리 방면        |